# Dietrich II. (Lothringen)
Dietrich II. (* vor 1065; † 30. Dezember 1115) aus dem Haus Châtenois war seit 1070 Herzog von Oberlothringen, Graf im Elsassgau und Vogt von Remiremont. Er war der älteste Sohn des Herzogs Gerhard von Oberlothringen und der Hedwig von Namur.

## Leben
Dietrichs Bruder Gerhard erhob ebenfalls Anspruch auf den Herzogstitel. Die Auseinandersetzungen zwischen den Brüdern endeten 1073 durch einen Friedensschluss, in dem Gerhard bereits den Titel eines Grafen von Vaudémont trägt.
Dietrich stand auf Seiten König Heinrichs IV., für den er gegen die Sachsen kämpfte, vor allem 1075 in der Schlacht bei Homburg an der Unstrut.
1078 eroberte er mit Heinrich gemeinsam die Festung Metz, deren Bischof Hermann sich auf die Seite des Papstes Gregor VII. gestellt hatte. In der Folgezeit griff Dietrich mehrmals in Belange des vertriebenen Bischofs ein, der ihn daraufhin exkommunizierte, was der Papst Anfang 1079 dann auch bestätigte. Als der Bischof 1082 nach Metz zurückkehrte, konnte Dietrich dies nicht verhindern; erst zwei Jahre später, 1084, gelang Heinrich IV. selbst die erneute Unterwerfung der Stadt, die aber auch nicht von Dauer war.
Er heiratete in erster Ehe Hedwig von Formbach, Tochter des Friedrich von Formbach und der Gertrud von Haldensleben, wohl Witwe eines Grafen Heinrich, Witwe des Gebhard von Süpplingenburg († 1075 in der Schlacht bei Homburg an der Unstrut), Graf im Harzgau.
Kinder von Dietrich und Hedwig waren:
- Simon I., † 11. April 1139, Herzog von Lothringen
- Gertrud, † 23. Mai 1144; ⚭ Florens II. der Dicke Graf von Holland, † 2. März 1122

In zweiter Ehe heiratete er Gertrud von Flandern, eine Tochter des Grafen Robert der Friese.
Kinder von Dietrich und Gertrud waren:
- Dietrich von Elsass, Graf von Flandern, † 4./17. Januar 1168
- Heinrich, Bischof von Toul 1126–1165, † 7. Juni 1165